# اسطوره‌شناسی ولزی
ویلزی‌ها یک قوم ساکن در منطقه ولز واقع در غرب بریتانیا امروزی می‌باشند که از لحاظ تاریخی و زبانشناسی تبار سلت دارند. زبان ولزی با زبان‌های اسکاتلندی, ایرلندی و برتون همریشه می‌باشد که همگی زیرمجموعه زبان‌های سلتی به شمار می‌روند.

## منابع اساطیر ولز

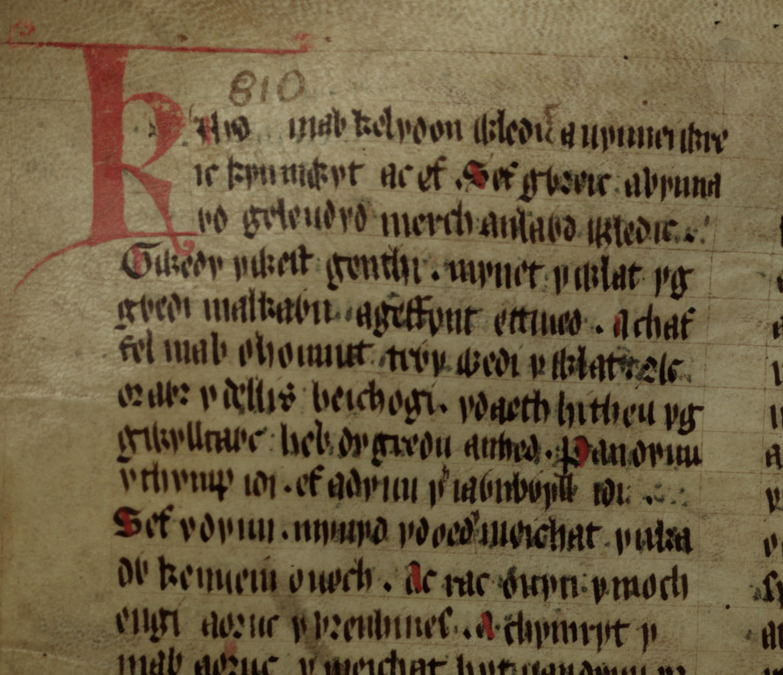
سطرهای آغازین کلوخ و اولون برگرفته از کتاب سرخ هرگست

### کلوخ و اولون

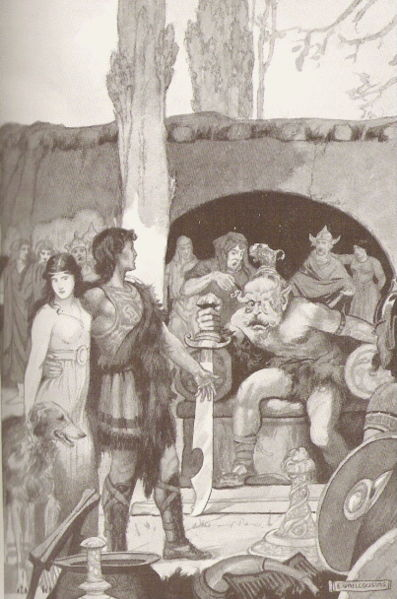
کلوخ و اولون در دربار ایسبادادن